# Yahia Chefchaouni
Pour l’article homonyme, voir Abdellah Chefchaouni.
Yahia Chefchaouni est un homme politique marocain.
Il a notamment été ministre des Travaux publics et des Communications du 6 juillet 1967 au 18 janvier 1968 dans le gouvernement Mohamed Benhima, sous Hassan II.